# Die Lebenslüge
Die Lebenslüge ist ein deutscher Fernsehfilm von Peter Sämann aus dem Jahr 2009.

## Handlung
Sophie Brückner, eine Bildhauerin, führt mit ihrem Mann Gabriel eine glückliche Ehe. Auch die gemeinsame Tochter Anne fühlt sich innerhalb ihrer Familie gut aufgehoben, obwohl ihr Vater Gabriel durch seine Arbeit als Hotelmanager auf Mallorca oft abwesend ist. Als Sophie die Nachricht erhält, dass ihr Mann auf Mallorca bei einem Verkehrsunfall tödlich verunglückt ist, reagiert sie tief betroffen. Anne, die ein ganz besonderes Verhältnis zu ihrem Vater hatte, tut sich besonders schwer mit dem plötzlichen Verlust zurechtzukommen.
Sophie reist nach Mallorca, um den Leichnam ihres Mannes zu identifizieren. Als sie von der Polizei erfährt, dass ihr Mann Gabriel nicht allein im Wagen saß, sondern sich eine Frau bei ihm befand, die ebenfalls zu Tode kam, kann sie keinen Zusammenhang herstellen. Sophie trifft auf Michael Gernold, den Ehemann der Toten, der sich ebenfalls keinen Reim darauf machen kann, wieso seine Frau bei Gabriel im Auto saß. Sowohl Sophie als auch Michael Gernold wollen mehr wissen und stoßen bei ihren Nachforschungen auf einen geheimnisvollen Schlüssel, der sich in beider Sachen befindet. Obwohl beide Angst davor haben, was sie aufdecken könnten, recherchieren sie weiter und kommen einer Lebenslüge ihrer Partner auf die Spur. Maren Gernold und Gabriel Brückner hatten seit mehr als drei Jahren eine Beziehung und der jeweilige Schlüssel gehört zu einem Haus, das sie zusammen bewohnten. Diese Erkenntnis ist für die hinterbliebenen Ehepartner ein Schock. Schwer angeschlagen über den Verlust des jeweiligen Ehepartners müssen sie sich nun auch noch der Tatsache stellen, dass ihre vermeintlich so glücklichen Ehen mit einer Lüge des jeweiligen Partners behaftet waren. Tief enttäuscht und verletzt, verzweifelt, verwirrt und auch voller Trauer, kommt es zu einer fast erotischen Neigung zwischen beiden. 
Sophie jedoch entschließt sich, nach Hause zurückzukehren, und erzählt dort nur ihrer Mutter von Gabriels Untreue, ihre ohnehin schon tieftraurige Tochter will sie nicht zusätzlich belasten. Es fällt Sophie jedoch schwer, Michael zu vergessen, und Michael geht es ebenso. Die gemeinsame Enttäuschung und das erfahrene Leid haben sie enger miteinander verbunden, als sie sich eingestehen wollten. Michael reist Sophie nach und der wiederhergestellte Kontakt tut beiden gut. Sie kommen sich immer näher. 
Anne, mit der Sophie seit dem Tod des Vaters ohnehin so ihre Schwierigkeiten hat, ist entsetzt darüber, dass die Mutter sich einem anderen Mann zuwendet und dem Vater „untreu wird“. Michael erzählt ihr schließlich die Wahrheit über ihren Vater und seine Frau. Für Sophie bricht eine Welt zusammen, verwirrt und verunsichert wie sie ist, setzt sie sich auf ihr Moped und braust davon, was zu einer weiteren Katastrophe führt. Am Ende aber finden Sophie und Michael zusammen und auch Anne gönnt der Mutter ihr neues Glück.

## Produktion
Die Dreharbeiten für den Fernsehfilm fanden vom 20. Juni bis zum 22. Juli 2008 statt. Die Filmaufnahmen entstanden auf der Baleareninsel Mallorca sowie in München in den Bavaria Filmstudios. Arbeitstitel des TV-Films war Das zweite Leben. 
Die Geschichte des Filmes basiert in der Grundkonstellation auf dem Film "Avanti, Avanti!" mit Jack Lemmon von Billy Wilder aus dem Jahre 1972. 
Der Film erlebte am 27. November 2009 im Ersten Deutschen Fernsehen seine Premiere.

## Kritik
„(Fernseh-)Melodram um drei Menschen, die sich einem Schicksalsschlag stellen und ihr scheinbar perfektes Leben hinterfragen.“